# ۱۵۶ (عدد)
۱۵۶(صد و پنجاه و شش) یک عدد طبیعی است که بعد از ۱۵۵ و قبل از ۱۵۷ قرار دارد.